# Backofenstein

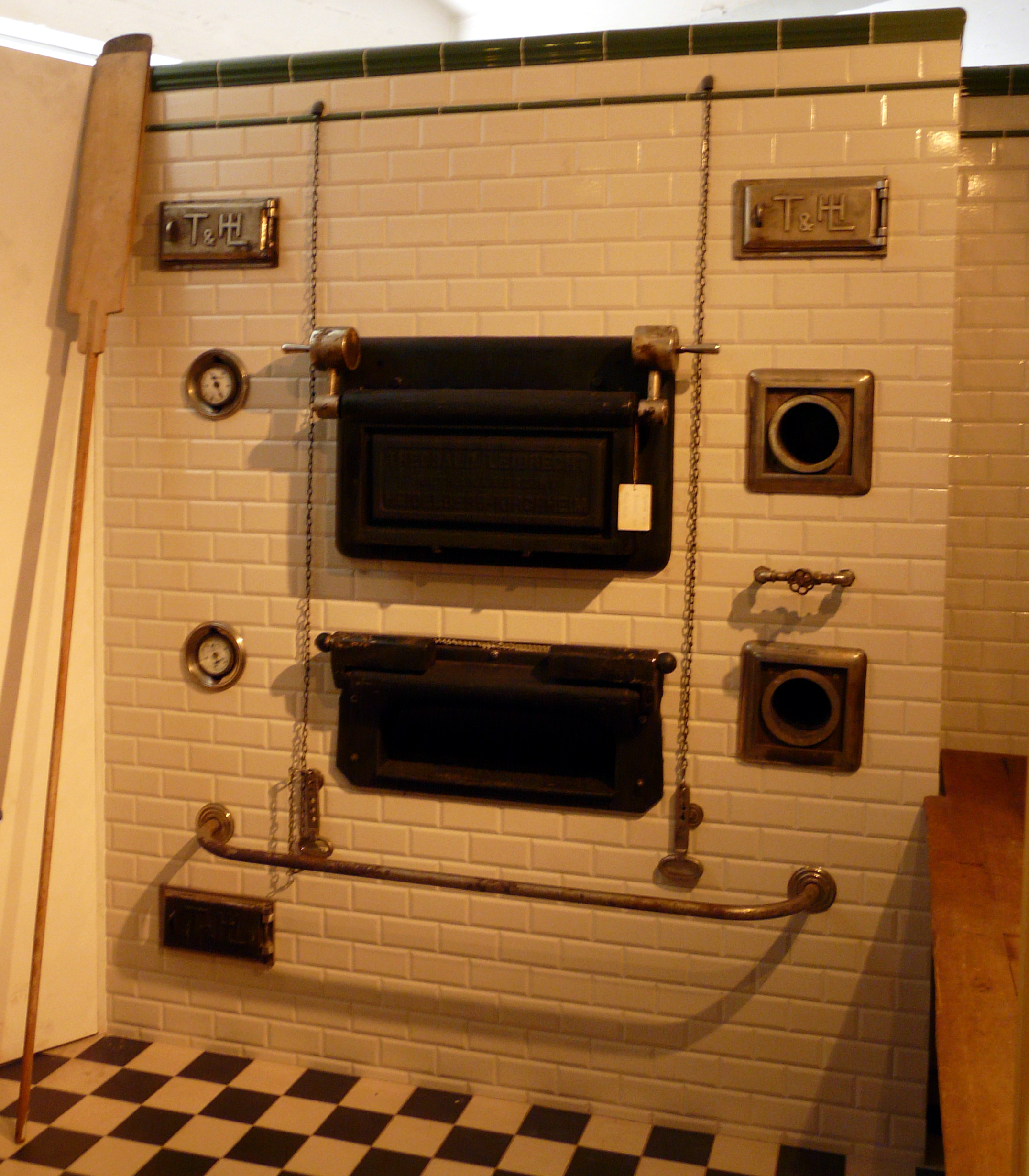
Aufgemauerter Backofen aus den 1920er Jahren mit Backofensteinen innen und Fliesenverkleidung außen

Backofensteine sind natürliche Steine, die zum Bau von Backöfen verwendet werden. Zum Steinofenbau sind nur spezielle feuerfeste Gesteine wie Trachyte, vulkanische Tuffe und Schlackenagglomerate geeignet.
Als Mitte des 19. Jahrhunderts die Fertigung künstlicher Schamottsteine begann, war man nicht mehr auf die Verwendung von geeignetem Naturstein angewiesen. Heute gibt es nur noch wenige Handwerker, die natürliche Backofensteine verarbeiten. Der Beruf der Backofenbauer ist im handwerklichen Beruf der Ofen- und Luftheizungsbauer aufgegangen, die heute überwiegend Kachel- und Kaminöfen errichten.
Backofensteine wurden von Steinmetzen, Steinhauern und Maurern verarbeitet. Sie wurden früher in den Orten um die jeweiligen Steinbrüche konfektioniert. Das bedeutendste Zentrum lag in der Vulkaneifel in dem kleinen Ort Bell (bei Mendig). Backofensteine wurden auch in Gershasen bei Westerburg, im Westerwald und in Königswinter im Siebengebirge sowie bei Pelm gefertigt.
Die historischen steinernen Backöfen werden heute gelegentlich als Altdeutsche Backöfen und das darin gebackene Brot als Steinofenbrot bezeichnet.
Als Naturbaustoffe neben den Backofensteinen wurden für Backöfen Lehm (Backofenlehm) oder Ziegel verwendet.

## Gesteinsqualitäten
Die verwendeten Gesteine beim Backofenbau müssen insbesondere in der Lage sein, Hitzeeinwirkungen zu widerstehen ohne ihre Festigkeit zu verlieren oder zu zerspringen. Zusätzlich sollen sie die Hitze speichern und als schlechte Wärmeleiter langsam wieder an das Backgut abgeben. 
Bekannt ist für den Backofenbau die Verwendung von Trachyt, vulkanischen Tuffen und Schlackenagglomeraten, die aus Pyroklasten entstanden. Als Pyroklasten werden Gesteinsfragmente bezeichnet, die bei vulkanischen Eruptionen durch Zerreißen oder Zerbrechen von festem Gestein oder durch direkte Kristallisierung aus flüssigem Ausgangsmaterial entstanden. Die Fragmente können ganze Kristalle, Bruchstücke von Kristallen, Glase oder Gesteinsfragmente sein. Die Tuffe aus der Eifel sowie aus dem hessischen Vulkangebiet um Kassel und aus dem Westerwald eigneten sich gut zum Backofenbau.
Nicht zum Backofenbau geeignet sind dichte und schwere Natursteine, aus denen etwa die sogenannten „heißen Steine“ zur Essenszubereitung gefertigt werden. Als heiße Steine werden polierte Gabbros (z. B. Impala) und zum Warmhalten von Speisen in Kaminöfen polierte Serpentinite oder auch Speckstein verwendet. 
Da die meisten Gesteine vulkanischen Ursprungs sehr porös sind, würden sie bei einer Verwendung als heißer Stein bei der Zubereitung von Lebensmitteln zu unerwünschten Fettanhaftungen führen. 
Teilweise kommen natürliche feuerfeste Steine heute noch in Feuerfest- und Säureschutzanwendungen, im Bereich der Metallurgie sowie des Kamin- und Schornsteinbaus zum Einsatz. Dabei werden die entsprechenden Bauteile aber zunehmend vorkonfiguriert oder auf der Baustelle mit feuerfesten Betonen gegossen. Früher war man hingegen auf hochspezialisierte Handwerker angewiesen, die die komplexe Vermauerung der Backofensteine und der zugehörigen speziellen Mörtel beherrschten.

## Backofenbau
Der Aufbau der Backöfen erfolgte nach Skizzen, die vor Ort und nach den Anforderungen der Auftraggeber angefertigt wurden. Lediglich von dem Königswinterer Ofen, einem Altdeutschen Backofen, der ab 1900 gebaut wurde, gibt es einen Bauplan. Die Gemeindebacköfen wurden entweder freistehend oder in Backhäusern aufgebaut.
In den Steinbrüchen bei Gershasen wurden Platten im Format von 150 × 75 × 12 Zentimeter und Herdplatten von bis zu 180 Zentimeter hergestellt. Die steinernen Herdplatten waren das wichtigste Detail der Backöfen, und für einen Gemeinde- oder Bäckerofen wurden vier bis sechs Herdplatten benötigt. In Königswinter konnten Herdplatten bis zu einer Größe von 2 m² hergestellt werden. Für das Gewölbe wurden je nach Größe des Ofens 50 bis 120 Backofensteine benötigt. Die Ofensteine wurden bis in die 1950er Jahre im Steinbruch mit Steinmetzwerkzeug vorformatiert, bis zur Baustelle transportiert und von den Backofenbauern aufgebaut. Beim Aufbau mussten die Öffnungen des Backofens individuell angepasst und mit einem hölzernen Lehrgerüst abgestützt werden. Abschließend wurden in die Öffnungen zur Befeuerung und für das Backgut eiserne Klappen eingepasst. Zu beachten hatten die Ofenbauer insbesondere die Ausdehnung des Gesteins bei Wärme, und es wurden spezielle feuerbeständige Versetz- und Fugmörtel angemischt. Die Außengestaltung des Backofens erfolgte mit gewöhnlichen Keramikfliesen, Terracottasteinen oder Ofenkacheln.
Die Innenseite des Ofens wurde mit Backofensteinen ausgekleidet. Das oben abschließende Gewölbe mit einer Stichhöhe von 25 Zentimetern wurde ursprünglich aus natürlichen Backofensteinen oder später mit Schamott gemauert. Wegen des geringen Gewichts der natürlichen Backofensteine waren sie hierfür besonders geeignet. Nach Fertigstellung des Gewölbes war es üblich, in den Schlussstein des Ofens ein Kreuz einzuritzen. Die Steinöfen wurden nach 20 bis 30 Jahren gewerblichem Betrieb erneuert.
Es gab in den 1930er Jahren zwei Steinbackofentypen:
- Den Bauernbackofen, der mit 1,10 und 1,40 m in rechteckiger oder quadratischer Ansicht mit einer Tiefe bis zu 1,60 Meter aufgebaut wurde und 2 bis 3 Herdplatten hatte und
- den Bäckereiofen mit 1,80 bis 2,00 m in der Ansicht und mit 2,40 bis 2,60 aber auch bis zu 2,80 Meter Tiefe des Ofens und mit bis zu 6 Herdplatten. Die Außenmauern der Öfen waren bis zu 50 Zentimeter dick.

Steinbacköfen werden heutzutage vor allem wieder in Bäckereien, aber auch wieder als Gemeinschaftsbacköfen in Dörfern aufgebaut. Sie bilden entweder Treffpunkte sozialen Dorflebens beim gemeinsamen Backen, oder sie werden auf Dorffesten in Betrieb genommen. Es gibt auch fahrbare Steinbacköfen für privaten Gebrauch zum Brotbacken und für die Herstellung einer Pizza.

## Backen in Steinöfen

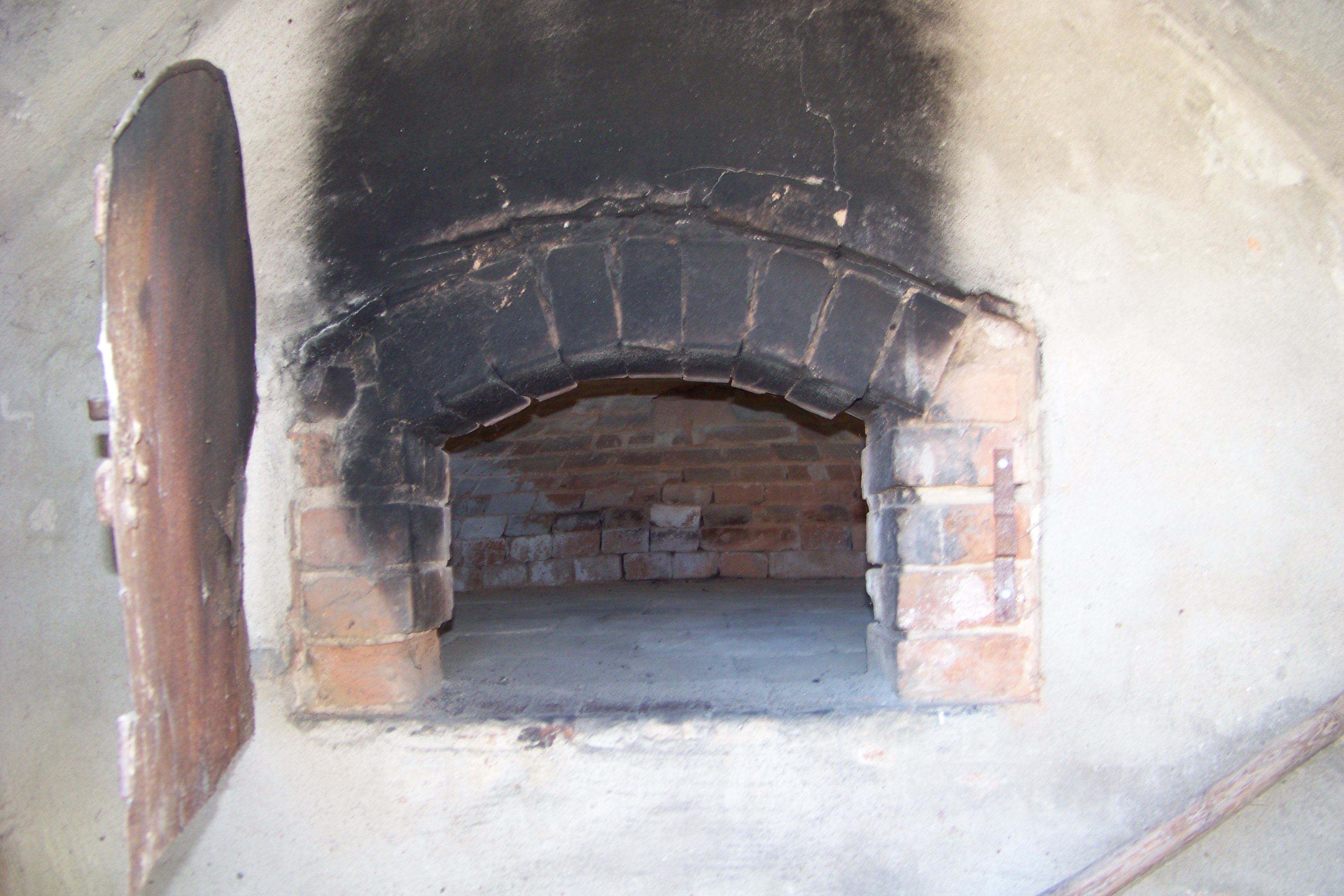
Historischer Steinbackofen, innen mit Backofensteinen ausgemauert und außen mit Ziegeln und seitlich verputzt

Zum Brotbacken im Steinofen wird eine Temperatur von höchstens 270 °C benötigt. Vor dem Brot konnten in der ersten, besonders hohen Hitze flache Waren wie Flammkuchen gebacken werden. Die langsam abfallende Hitze sorgt für gute Krusteneigenschaften und damit gute Frischhaltung. Zuerst backt man daher Vollkorn- und Roggenbrote, später erst Weizenmischbrote. Bei etwa 180–220 °C können süße Teige sowie Kuchen oder, im Westerwald, ein Backeskuchen, der aus geriebenen Kartoffeln besteht, eingeschoben werden. Ebenso wurde in der Eifel ein Birrebunnes (sog. „Schwarzer Birnenfladen“) in der Nachwärme gebacken, ein flacher Kuchen. Anschließend ist noch genug Hitze im Ofen, um Fleisch zu dörren. Bekannt ist auch die Verwendung für Eintopfgerichte wie den Baeckeoffe. Bei Fulda wurden Backöfen mit einer Gewölbehöhe von 45 Zentimeter errichtet, da dort Flachs gedörrt wurde.
Historische Backöfen werden direkt befeuert, eine Trennung von Backraum und Feuer gibt es nicht. Der Ofenraum muss zuerst mit Reisig und Holz befeuert werden. Nach dem Hochheizen wird die restliche Glut (heute mit sogenannten Aschekratzern) entnommen, historische Öfen wurden mit einem nassen Sack gesäubert. Zur Feststellung der richtigen Temperatur wurden früher im Westerwald vier Kornähren auf einen hölzernen Brotschieber (auch Backesschoß genannt) gelegt und dreimal durch den Ofen bewegt. Waren sie schwarz, war der Ofen noch zu heiß – erst wenn sie lediglich braun waren, war die optimale Backtemperatur erreicht.
Hat der Ofen die entsprechende Temperatur erreicht, werden die Brote eingelegt. Eine Änderung der Backtemperatur ist danach nicht mehr möglich. Man konnte die Backtemperatur nur anpassen, indem man die Brote an wärmere Stellen verschob. Die Steinofenbrote erhalten eine relativ hohe Anfangshitze. Dadurch bildet sich schnell eine Kruste. Wenn die Temperatur weiter abfällt, wird das Innere des Brotes langsam ausgebacken, und damit bleibt die Feuchtigkeit im Brot erhalten. Sollte das Brot keine Kruste erhalten, musste es entnommen und mit einem sogenannten Frischbesen bestrichen werden, der zuvor in Wasser getaucht wurde. Nach dem Zurücklegen in den Ofen wurde das Brot ausgebacken. Ferner wurden mit Holzstäbchen Löcher in den Brotlaib gestochen, damit überschüssige Feuchtigkeit entweichen konnte.
Heutiges Steinofenbrot hält sich bei optimaler Lagerung in Steingut eine Woche lang frisch. Es gibt Aussagen, dass sich die historischen Steinofenbrote bis zu zwei Wochen gehalten haben. Eine Renaissance erlebte der Backofenbau mit Backofensteinen ab 1975 vor allem in Bäckereien, die auf die besondere Güte ihrer Backwaren achteten. Die heutigen Öfen werden allerdings wärmegedämmt aufgebaut, und die Außenseite gibt kaum mehr Wärme ab. Früher wurden die Außenseiten 50 bis 60 °C warm. Die Backofensteine werden mit Steinsägen von Steinmetzfirmen hergestellt und an die Ofenbauer auf Nachfrage geliefert.

### Historische Backöfen

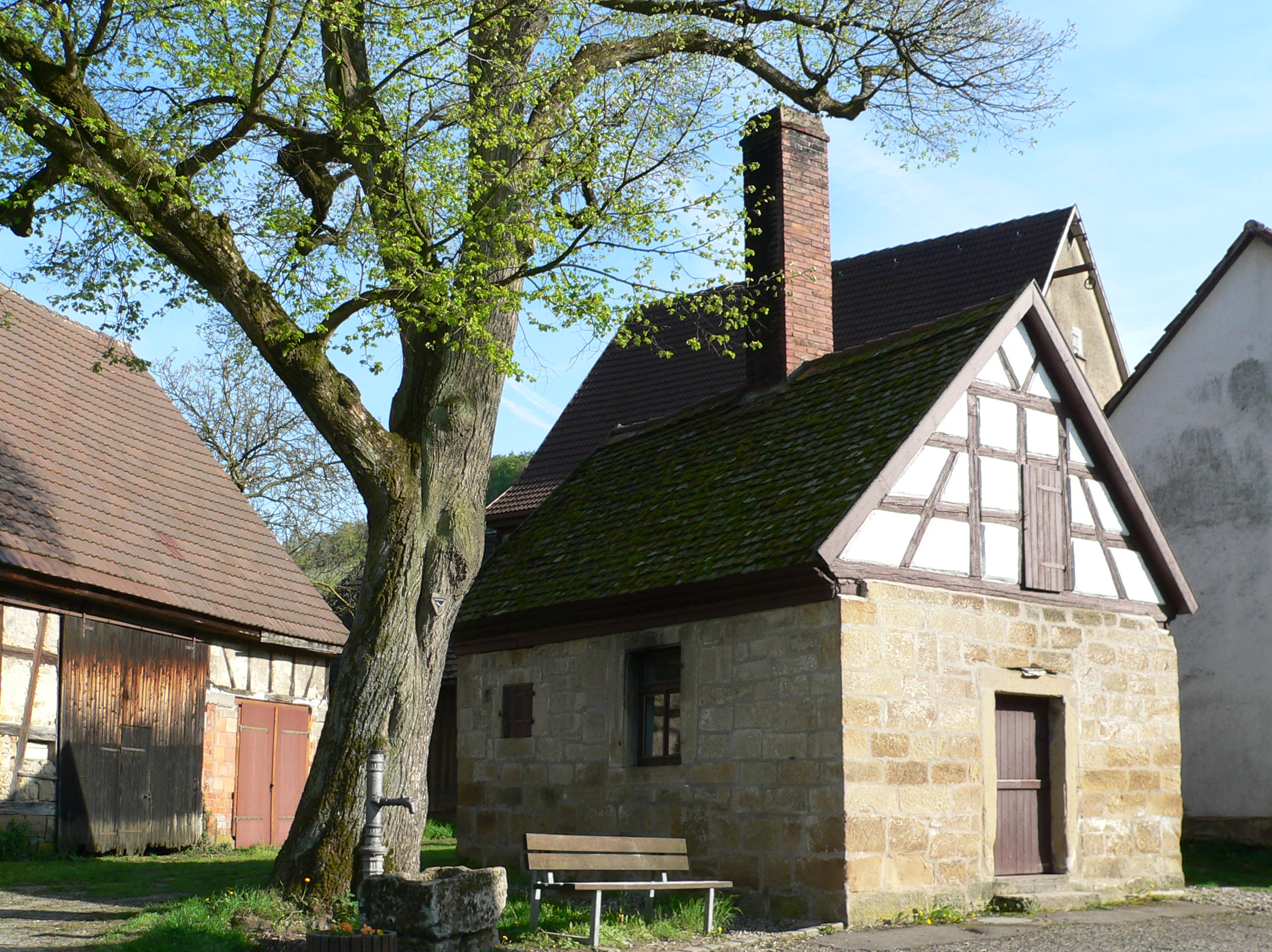
Backhaus von 1838 in Neckarsulm-Dahenfeld

Gemeinschaftlich genutzte Steinbacköfen gab es bereits im Mittelalter. Im Verlauf des 17. und 18. Jahrhunderts wurden aus Gemeinschaftssinn und Ressourcenminimierung in zahlreichen Dörfern weitere Gemeinschaftsbacköfen aufgebaut, weil man erkannte, dass dabei eine Holzersparnis erreicht und die Brandgefahr minimiert werden konnte.
Der älteste erhaltene Backofen aus dem Jahre 1585 aus Backofensteinen befindet sich in Zwönitz im sächsischen Erzgebirgskreis in dem dortigen Heimatmuseum Knochenstampe in einem denkmalgeschützten Bauernhaus. In Essingen ist heute (2009) noch ein historischer steinerner Backofen in einer Scheune zu sehen, in dem bis 1971 gebacken wurde und in Unter-Widdersheim lässt sich ein aus Michelnauer Tuff gebauter Backofen betrachten. Dieser Ofen wurde 1935 erbaut und bis in die 1950er Jahre betrieben. Er wird jedes Jahr anlässlich einer zweitägigen Feier wieder in Betrieb gesetzt.  In Bell am Laacher See in der Eifel gibt es ebenfalls einen dörflichen Gemeinschaftsbackofen, ebenso in Königswinter-Thomasberg im Ortsteil Steinringen.

### Bell
In Bell, das bis in die 1930er Jahre das Zentrum des Backsteinofenbaus war, wird davon ausgegangen, dass der Backofensteinbau aus natürlichen Steinen auf eine tausend Jahre alte Tradition zurückblicken kann. 1822 hat nahezu die gesamte Dorfbevölkerung und in den 1920er Jahren haben immerhin noch etwa 500 bis 600 Personen des Ortes vom Backofenbau gelebt. Die Öfen wurden nicht nur im Inland, sondern auch in Frankreich, Belgien und Luxemburg aufgebaut.
Die Bellersteine oder Weibernsteine, die bei Bell gebrochen wurden, zählen im technischen Sinne zu den Weichgesteinen. Sie lassen sich in bruchfeuchtem Zustand besonders einfach formatieren und sind extrem feuerfest. Der Bellerstein wurde aufgrund seiner Güte Beller Backofenstein genannt. Die Steinbrüche um Bell sind heute (2009) nicht mehr im Abbau, allerdings gibt es in diesem Ort aufgrund dieser handwerklichen Tradition noch drei Ofenbaufirmen, die sich mittlerweile auf den Industrieofenbau, den sogenannten Dampf-Stahlbackofen, spezialisiert haben. Bei der Abtei Maria Laach kann auf einem Lehrsteinpfad, unweit von Bell entfernt, ein im Querschnitt aufgemauerter Steinbackofen betrachtet werden.

#### Beller Geheimsprache
Die Beller Backofenbauer verbrachten 3 bis 4 Tage oder ein bis zwei Wochen auf Baustellen, je nach Größe des Ofens und Anzahl der Arbeitskräfte. Um zu verhindern, dass andere den Beller Ofenbau nachahmten, entwickelten sie eine Geheimsprache, um ihr Wissen nicht preiszugeben. Diese Geheimsprache wird Lebber Talp genannt. Die Grundfläche, die sog. Herdplatte, auf der im Herd gebacken wird, heißt Talp. Der Backofenstein selbst wurde nach seinem Vorkommen Beller Stein, Weiberner Stein und Riedener Stein genannt und war nicht verklausuliert.
Teile dieser Sprache, die dem Dialekt der Beller entnommen sind, werden ähnlich wie bei dem französischen Verlan rückwärts gesprochen. Einzelne Verben und Substantive werden gedreht, Suffixe und Präfixe bleiben teils bestehen. So wird aus Beller Platt die Geheimsprache Lebber Talp oder aus Mädchen wird Nächdäm. Die Sprache wurde in neuerer Zeit untersucht und festgestellt, dass dieses Geheimwissen bei älteren Beller Bürgern teilweise noch vorhanden ist. Da der Beruf des Ofenbauers für den Ort kaum noch Bedeutung hat, schwindet auch das Wissen um diese Sprache. Dennoch wird ihr eine Überlebenschance eingeräumt, da sich ein öffentliches Interesse an dieser Sprache entwickelt hat und sich ein Funktionswandel in einer Übernahme von Teilen in die Alltagssprache regional anbahnt.

### Königswinter

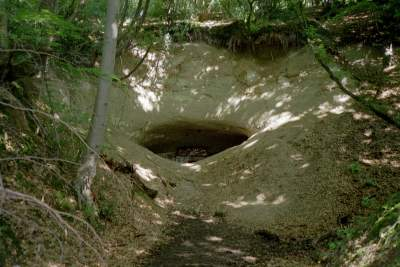
Stollenmundloch des unterirdischen Steinbruchs für Backofensteine, dem Ofenkaulen

Das Backofenzentrum in Königswinter im Siebengebirge wurde nachweislich bereits im späten Mittelalter betrieben. In dem dortigen Vorkommen Ofenkaulen konnten einzelne Herdplatten unterirdisch im Stollen in der Größe bis zu 2 m² gewonnen werden. Ein Absatzgebiet war der westfälische Raum, wo das Backen von Pumpernickel eine langanhaltende und gleichmäßige Hitze erfordert. Von dem Königswinterer Ofen gibt es einen Bauplan und eine Skizze der Frontansicht, die im Siebengebirgsmuseum in Königswinter ausgestellt sind. Vor dem Ersten Weltkrieg gab es 20–30 Ofenbauerbetriebe, die nach dem Krieg auf 10 Betriebe abnahmen. In den 1920er Jahren stieg der Umsatz der Betriebe nochmals an, um letztendlich durch neue Ofenformen wie Dampfbacköfen und elektrische Öfen zur Bedeutungslosigkeit abzusinken. Im Jahre 1960 schloss der letzte Ofenbauer seinen dortigen Betrieb.

### Gershasen
Bei Westerburg im Westerwald befand sich das Dorf Gershasen, das heute ein Stadtteil von Westerburg ist, in dessen Nähe Tuffgestein gewonnen wurde. Die dortigen Backofenbauer sind seit dem Beginn des 19. Jahrhunderts nachweisbar. Sie erhielten zunächst Aufträge aus der näheren Umgebung des Westerwaldes, die sich bis Fulda, Gießen und Kassel ausweiteten. Um 1960 gab der letzte Backofenbauer sein Handwerk im Westerwald auf. In Gershasen gibt es ein Ofenbauermuseum, wo ein Steinofen (dort Backes genannt) aufgebaut ist und sich eine Ofenbauerstube befindet. Ferner gibt es eine Ausstellung von Werkzeugen und Bildern wie Backofensteine abgebaut und verarbeitet wurden.

### Pelm
Zwischen den Orten Pelm und Essingen wurde für den Ofenbau Gestein verwendet, das als Palagonit bezeichnet wird. Es handelt sich um hydratisierte Glassubstanz, die entstand als das Glas im Basalt Wasser aufnahm. Dieses Gesteinsvorkommen in geringem Umfang wurde am Fuße des Gyppenberges vom Backofenbauer Meyer, der ein Steinmetzmeister war, abgebaut und er soll bis zu 1.900 Backofensteine verarbeitet haben.

## Verwendete Gesteine
- Hessen
  - Habichtswald-Lapillituff, bei Kassel
  - Michelnauer Tuff, bei Michelnau
  - Reulbacher Tuffstein, bei Reulbach[14]
  - Homberger Tuffstein, bei Homberg[14]
- Nordrhein-Westfalen
  - Trachyt aus dem Ofenkaulen-Steinbruch, bei Königswinter im Siebengebirge
- Rheinland-Pfalz
  - Weiberner Tuff, bei Weibern in der Eifel (heute 2009 im Abbau): Leuzit-Phonolith-Tuff
  - Riedener Tuff, bei Rieden (heute 2009 im Abbau): Leuzitit-Tuff
  - sog. Beller Stein, bei Bell in der Eifel
  - Palagonit, bei Pelm und Essingen in der Pfalz

## Ausstellungen bzw. Backofenmuseen
- Siebengebirgsmuseum in Königswinter[2]
- Ofenmuseum Backes in Gershasen im Westerwald[13]
- Backofenmuseum bei Emstal in Brandenburg mit frei stehenden, funktionstüchtigen historischen Backöfen (um 1870)